# FOAF
FOAF (Friend of a Friend) is ontwikkeld als een machine-leesbare ontologie, 
die personen beschrijft, de relaties met andere personen en voorwerpen, en de interacties hiervan.
FOAF is een beschrijvende informatieterminologie (vocabulary) die gebruikmaakt van Resource Description Framework (RDF) en OWL.
FOAF integreert drie soorten netwerken: sociale netwerken, representatienetwerken en informatienetwerken.

## Geschiedenis
De ontwikkeling van FOAF begon midden jaren 2000 als het RDFWeb-project door Dan Brickley en Libby Miller.
Later is dit populairder geworden door FOAF-a-Matic van Leigh Dodds, het werk van Edd Dumbill en anderen.
FOAF wordt als een klein onderdeel van het semantisch web beschouwd.

## Voorbeeld
Het volgende is een FOAF-profiel van Jimmy Wales in Turtle:
```
@prefix rdf: <http://www.w3.org/1999/02/22-rdf-syntax-ns#> .
@prefix foaf: <http://xmlns.com/foaf/0.1/> .
@prefix rdfs: <http://www.w3.org/2000/01/rdf-schema#> .

<#JW>
    a foaf:Person ;
    foaf:name "Jimmy Wales" ;
    foaf:mbox <mailto:jwales@bomis.com> ;
    foaf:homepage <http://www.jimmywales.com/> ;
    foaf:nick "Jimbo" ;
    foaf:depiction <http://jimmywales.files.wordpress.com/2011/12/jimbocrop.jpg> ;
    foaf:interest <http://www.wikimedia.org> ;
    foaf:knows [
        a foaf:Person ;
        foaf:name "Angela Beesley"
    ] .

<http://www.wikimedia.org>
    rdfs:label "Wikimedia" .

```

In deze beschrijving staan naam, het e-mailadres, homepagina en bijnaam "Jimbo" van Jimmy Wales. 
Er staat een URL naar een foto van hem en volgens deze beschrijving heeft Jimmy interesse in Wikimedia. 
Als laatste staat in deze machineleesbare vorm genoteerd dat hij Angela Beesley kent (dat is de naam van een 'Person'-element).